# Elisabeth Wappis
Elisabeth Wappis (* 2. Mai 1952 in Wölfnitz) ist eine ehemalige österreichische Politikerin (ÖVP) und AHS-Lehrerin. Wappis war von 1989 bis 1990 Abgeordnete zum Nationalrat.
Wappis besuchte die Volksschule und im Anschluss ein Bundesrealgymnasium, das sie 1970 mit der Matura abschloss. Wappis studierte danach Biologie an der Universität Graz und legte 1975 die Lehramtsprüfung ab. 1981 promovierte Wappis zur Doktorin. Nach ihrem Studium begann Wappis 1976 als AHS-Lehrerin für Biologie in Klagenfurt.
Wappis war ab 1980 Obfrau der Frauenbewegung Wölfnitz und zudem ab 1985 Obfrau der Frauenbewegung im Bezirk Klagenfurt-Stadt. Des Weiteren war sie ab 1989 Landesparteiobmann-Stellvertreterin der ÖVP Kärnten sowie Mitglied des Parteivorstandes der ÖVP Klagenfurt-Stadt. Zwischen 1991 und 1997 hatte sie die Funktion einer Gemeinderätin der Stadt Klagenfurt inne. Zudem war Wappis in der Lehrervertretung aktiv und vertrat die ÖVP vom 7. Juni 1989 bis zum 4. November 1990 im Nationalrat. 